# 紀勢大内山インターチェンジ
紀勢大内山インターチェンジ（きせいおおうちやまインターチェンジ）は、三重県度会郡大紀町にある紀勢自動車道のインターチェンジである。

## 道路
- E42 紀勢自動車道（2番）

## 歴史
- 2009年（平成21年）2月7日 : 大宮大台IC - 紀勢大内山IC間開通に伴い供用開始。
- 2013年（平成25年）3月24日 : 紀勢大内山IC - 紀伊長島IC間開通。

## 周辺
- JR紀勢本線 伊勢柏崎駅
- 頭之宮四方神社
- 大内山動物園
- 大内山酪農農業協同組合

## 接続する道路
- 三重県道68号紀勢インター線

## 料金所
- ブース数 : 5

### 入口
- ブース数 : 2
  - ETC専用 : 1
  - ETC/一般 : 1

### 出口
- ブース数 : 3
  - ETC専用 : 2
  - 一般 : 1

## 隣
E42 紀勢自動車道
(1) 大宮大台IC - (2) 紀勢大内山IC - 大紀TB - (3) 紀伊長島IC